# Love Shack
Singles de The B-52's
Channel Z
(1989) Roam
(1989)
Love Shack est une chanson du groupe américain The B-52's écrite et composée par ses quatre membres : Kate Pierson, Fred Schneider, Keith Strickland et Cindy Wilson.
Sortie en single le 20 juin 1989, elle est le second extrait de l'album Cosmic Thing. À noter que le premier extrait, Channel Z, figure aussi en face B de la plupart des pressages.
Love Shack est le single le plus vendu du groupe, il obtient plusieurs certifications et se classe en tête des charts en Irlande, Australie et Nouvelle-Zélande.
Le magazine Rolling Stone a nommé Love Shack meilleur single de l'année 1989 et l'a inclus dans sa liste des 500 plus grandes chansons de tous les temps, au 246e rang.
Un remix est sorti en 1999 : Love Shack '99.

## La chanson
Produite par Don Was, elle possède une ambiance festive. Les paroles, comme souvent avec les B-52's, sont farfelues ou équivoques. Elles décrivent une "cabane d'amour où l'on peut se retrouver". La phrase "Tin roof rusted" prononcée par Cindy Wilson, qui a donné lieu à bien des interrogations, serait une expression argotique américaine pour parler d'une grossesse non désirée.
Le lieu qui a inspiré la chanson était une habitation, détruite par un incendie en 2004, située près de la ville américaine d'Athens (Géorgie), où Kate Pierson avait vécu dans les années 1970 et où le groupe avait composé le titre Rock Lobster,.

## Parodie
Le groupe a lui-même parodié le morceau pour un épisode de la série télévisée d'animation Les Simpson, Une récolte d'enfer, diffusé pour la première fois en 1999. Love Shack devenant pour l'occasion Glove Slap.

## Clip
Le clip est réalisé par Adam Bernstein (en). Il est récompensé par le MTV Video Music Award de la meilleure vidéo d'un groupe et le MTV Video Music Award de la meilleure direction artistique en 1990.
La drag queen RuPaul, alors inconnue du grand public, y fait une apparition.

## Classements hebdomadaires et certifications
| Classement (1989-1990)                 | Meilleure place |
| -------------------------------------- | --------------- |
| Australie (ARIA)                       | 1               |
| Belgique (Flandre Ultratop 50 Singles) | 12              |
| Canada (RPM 100 Singles)               | 5               |
| France (SNEP)                          | 42              |
| États-Unis (Billboard Hot 100)         | 3               |
| États-Unis (Modern Rock Tracks)        | 1               |
| Irlande (IRMA)                         | 1               |
| Nouvelle-Zélande (RMNZ)                | 1               |
| Pays-Bas (Single Top 100)              | 15              |
| Royaume-Uni (UK Singles Chart)         | 2               |

| Classement (1999)              | Meilleure place |
| ------------------------------ | --------------- |
| Écosse (OCC)                   | 71              |
| Royaume-Uni (UK Singles Chart) | 66              |

| Pays              | Certification | Date       | Unités certifiées |
| ----------------- | ------------- | ---------- | ----------------- |
| Australie (ARIA)  | 2 × Platine   | 1989       | 140 000           |
| États-Unis (RIAA) | 3 × Platine   | 07/08/2024 | 3 000 000         |
| Royaume-Uni (BPI) | Platine       | 10/06/2022 | 600 000           |